# Buena Vista (Teksas)
Buena Vista je naseljeno mjesto za statističke potrebe u američkoj saveznoj državi Teksas. Prema popisu stanovništva iz 2010. u njemu je živjelo 102 stanovnika.